# Bavincourt
Bavincourt est une commune française située dans le département du Pas-de-Calais en région Hauts-de-France. Ses habitants de la commune sont appelés les Bavincourtois. La commune est membre de la communauté de communes des Campagnes de l'Artois.

## Géographie

### Localisation
Localisée dans le sud-est du département du Pas-de-Calais, Bavincourt est une commune rurale située, à vol d'oiseau, à 6 km au sud-est de la commune d'Avesnes-le-Comte et à 16 km au sud-ouest de la commune d’Arras (chef-lieu d'arrondissement et préfecture du Pas-de-Calais).
Le territoire de la commune est limitrophe de ceux de six communes.
Les communes limitrophes sont Fosseux, Saulty, Bailleulmont, Barly, Gouy-en-Artois et La Herlière.

### Géologie et relief
La superficie de la commune est de 7,54 km2 ; son altitude varie de 125  à   177 mètres.

### Hydrographie
Le territoire de la commune est situé dans le bassin Artois-Picardie. Elle n'est drainée par aucun cours d'eau,.

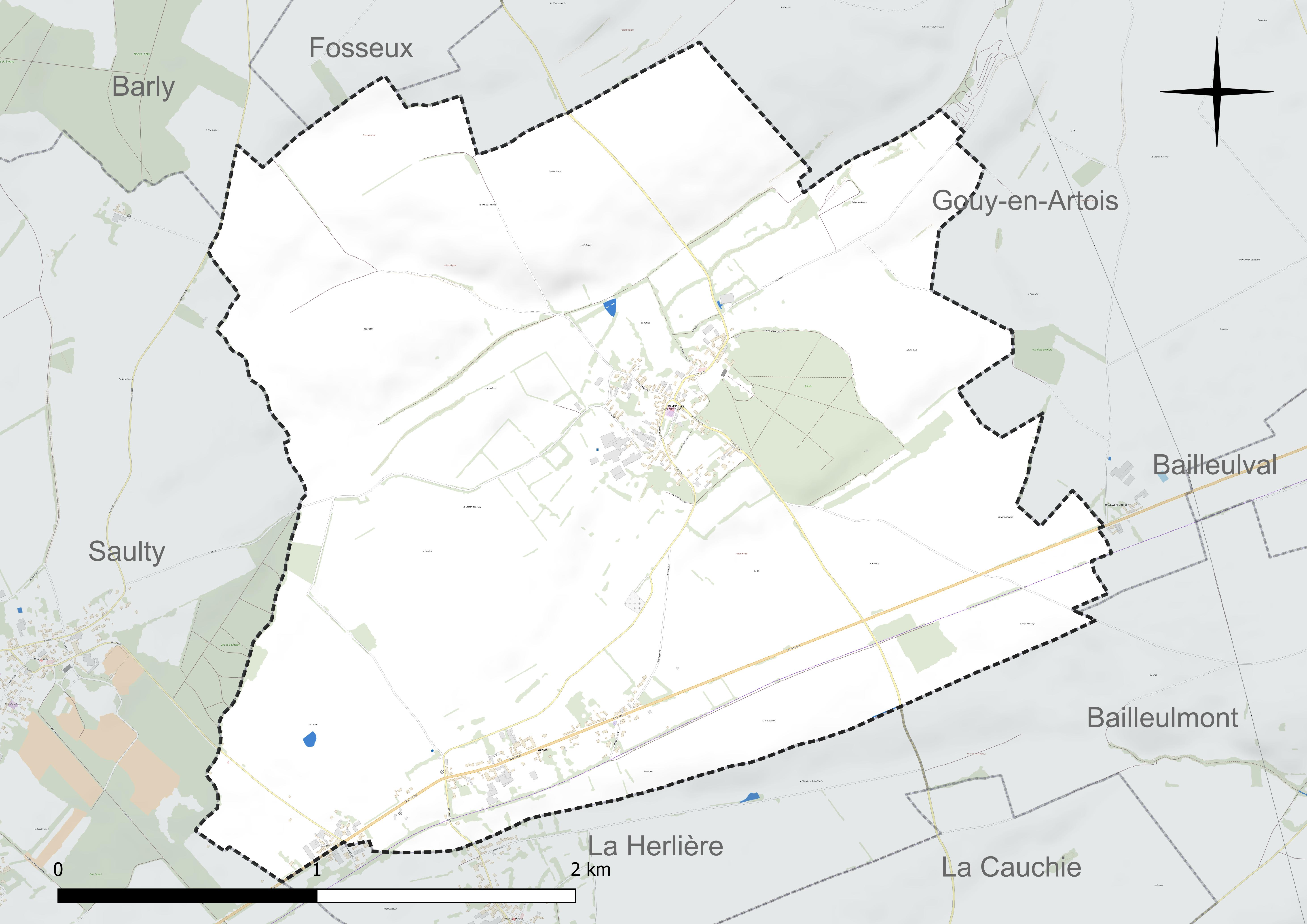
Réseau hydrographique de Bavincourt.

### Climat
Pour des articles plus généraux, voir Climat des Hauts-de-France et Climat du Pas-de-Calais.
En 2010, le climat de la commune est de type climat des marges montargnardes, selon une étude du CNRS s'appuyant sur une série de données couvrant la période 1971-2000. En 2020, Météo-France publie une typologie des climats de la France métropolitaine dans laquelle la commune est exposée à un climat océanique et est dans la région climatique Nord-est du bassin Parisien, caractérisée par un ensoleillement médiocre, une pluviométrie moyenne régulièrement répartie au cours de l'année et un hiver froid (3 °C).
Pour la période 1971-2000, la température annuelle moyenne est de 9,9 °C, avec une amplitude thermique annuelle de 14,2 °C. Le cumul annuel moyen de précipitations est de 855 mm, avec 12,3 jours de précipitations en janvier et 9,4 jours en juillet. Pour la période 1991-2020, la température moyenne annuelle observée sur la station météorologique la plus proche, située sur la commune de Saulty à 3 km à vol d'oiseau, est de 10,4 °C et le cumul annuel moyen de précipitations est de 899,7 mm,. Pour l'avenir, les paramètres climatiques de la commune estimés pour 2050 selon différents scénarios d'émission de gaz à effet de serre sont consultables sur un site dédié publié par Météo-France en novembre 2022.
| Mois                                  | jan.             | fév.             | mars          | avril           | mai             | juin         | jui.           | août           | sep.          | oct.          | nov.          | déc.             | année      |
| ------------------------------------- | ---------------- | ---------------- | ------------- | --------------- | --------------- | ------------ | -------------- | -------------- | ------------- | ------------- | ------------- | ---------------- | ---------- |
| Température minimale moyenne (°C)     | 1,3              | 1,4              | 3,3           | 5,1             | 8               | 10,8         | 12,8           | 13,1           | 10,7          | 7,9           | 4,5           | 1,9              | 6,7        |
| Température moyenne (°C)              | 3,5              | 4                | 6,7           | 9,5             | 12,6            | 15,5         | 17,8           | 18             | 15            | 11,2          | 6,9           | 4                | 10,4       |
| Température maximale moyenne (°C)     | 5,7              | 6,5              | 10,1          | 13,9            | 17,2            | 20,2         | 22,9           | 23             | 19,4          | 14,5          | 9,4           | 6,2              | 14,1       |
| Record de froid (°C) date du record   | −13,6 01.01.1997 | −13,7 07.02.1991 | −9,9 04.03.05 | −3,8 02.04.1996 | −0,9 05.05.1996 | 1 02.06.1991 | 5,5 19.07.1989 | 5,2 05.08.1989 | 2,5 25.09.03  | −4,7 24.10.03 | −8 24.11.1998 | −13,2 29.12.1996 | −13,7 1991 |
| Record de chaleur (°C) date du record | 14,8 09.01.15    | 17,4 24.02.21    | 23,2 31.03.21 | 26,2 15.04.07   | 30,9 27.05.05   | 34 18.06.22  | 39,4 25.07.19  | 37,7 06.08.03  | 33,4 15.09.20 | 28,2 01.10.11 | 19,4 07.11.15 | 14,9 07.12.00    | 39,4 2019  |
| Précipitations (mm)                   | 79,1             | 69,4             | 69,7          | 53              | 66,6            | 71,5         | 77             | 81,3           | 67,3          | 78,6          | 85,1          | 101,1            | 899,7      |

### Paysages
Pour un article plus général, voir Paysage en France.
La commune s'inscrit dans les « paysages des grandes plaines arrageoises et cambrésiennes » tels qu'ils sont définis dans l'atlas de paysages de la région Nord-Pas-de-Calais, conçu par la direction régionale de l'Environnement, de l'Aménagement et du Logement (DREAL),.
Ces « paysages des grandes plaines arrageoises et cambrésiennes », qui concernent 238 communes, sont constitués de 80,36 % de cultures, de 8,01 % d'espaces artificialisés avec les communes principales de Cambrai, Caudry, Bapaume et Avesnes-le-Comte, de 7,25 % de prairies naturelles, permanentes, de 3,19 % de forêts et de milieux semi-naturels, 0,77 % de friches industrielles, de 0,38 % de cours d'eau et plan d'eau et de 0,04 % d’espaces industriels. Ces paysages sont dominés par les « grandes cultures » de céréales et de betteraves industrielles qui représentent 70 % de la surface agricole utilisée (SAU).

## Urbanisme

### Typologie
Au 1er janvier 2024, Bavincourt est catégorisée commune rurale à habitat dispersé, selon la nouvelle grille communale de densité à sept niveaux définie par l'Insee en 2022.
Elle est située hors unité urbaine. Par ailleurs la commune fait partie de l'aire d'attraction d'Arras, dont elle est une commune de la couronne,. Cette aire, qui regroupe 163 communes, est catégorisée dans les aires de 50 000 à moins de 200 000 habitants,.

### Occupation des sols
L'occupation des sols de la commune, telle qu'elle ressort de la base de données européenne d'occupation biophysique des sols Corine Land Cover (CLC), est marquée par l'importance des territoires agricoles (92,4 % en 2018), une proportion identique à celle de 1990 (92,4 %). La répartition détaillée en 2018 est la suivante : 
terres arables (68,7 %), prairies (20,1 %), forêts (3,9 %), zones urbanisées (3,8 %), zones agricoles hétérogènes (3,6 %). L'évolution de l'occupation des sols de la commune et de ses infrastructures peut être observée sur les différentes représentations cartographiques du territoire : la carte de Cassini (XVIIIe siècle), la carte d'état-major (1820-1866) et les cartes ou photos aériennes de l'IGN pour la période actuelle (1950 à aujourd'hui).

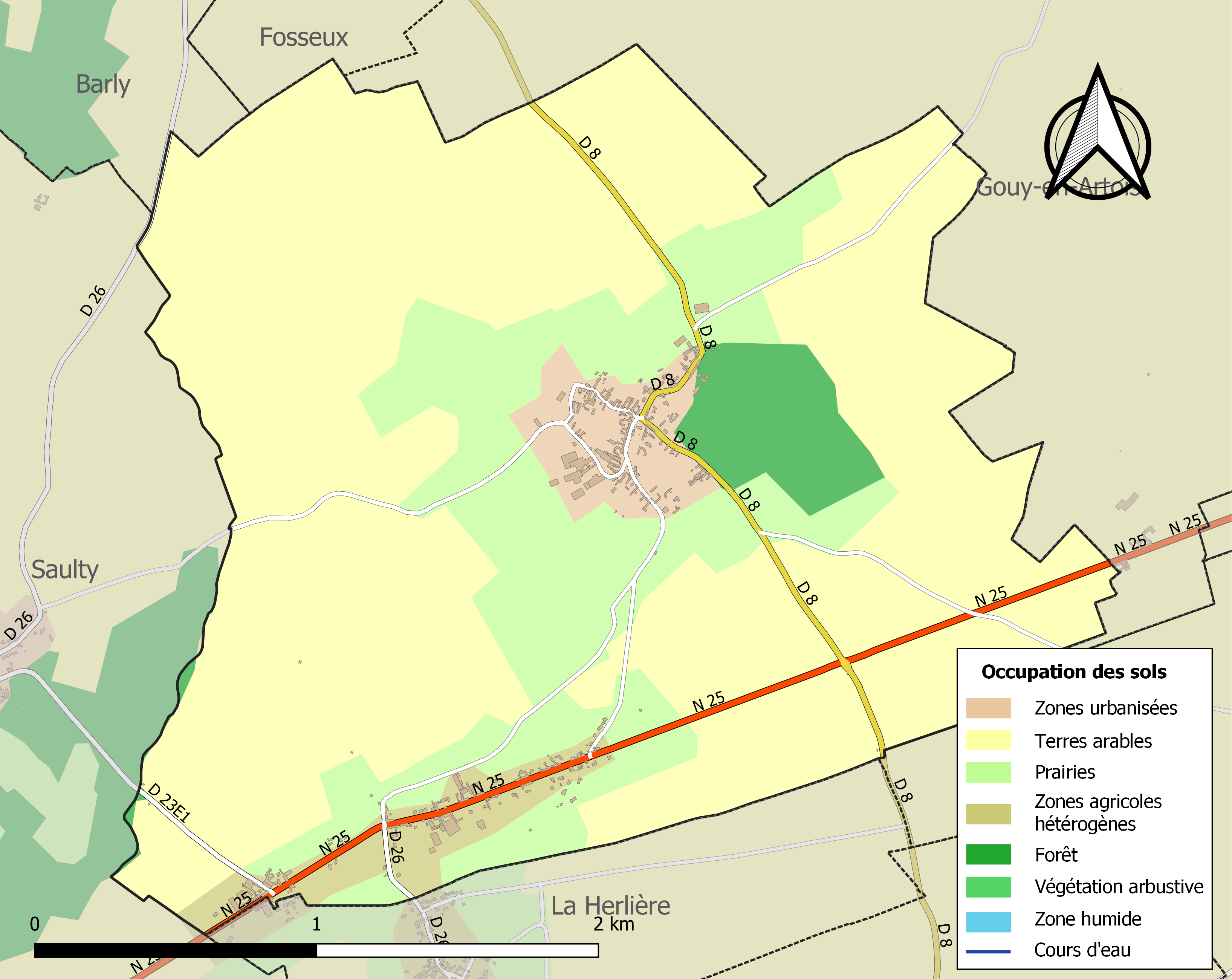
Carte des infrastructures et de l'occupation des sols de la commune en 2018 (CLC).

### Lieux-dits, hameaux et écarts
La commune se compose d'un bourg, Bavincourt, et d'un hameau, l'Arbret, ainsi baptisé en raison de la présence d'un arbre se dressant face à la nationale.

### Voies de communication et transports

#### Voies de communication
La commune est desservie par la route départementale D 2 et la N 25 qui relie Arras et Amiens.

#### Transport ferroviaire
La commune se trouve à 19 km au sud-ouest de la gare d'Arras, située sur la ligne de Paris-Nord à Lille. C'est une gare de la Société nationale des chemins de fer français (SNCF), desservie par des TGV inOui et des trains régionaux du réseau TER Hauts-de-France.

## Toponymie
D'un nom de personne germanique + cortem.
Boveni curtis (890), Bavancurt (XIIe siècle).

## Histoire
L'histoire commencerait par une légende : on raconte que saint Vaast, de passage pour prêcher la bonne parole, aurait laissé ses empreintes sur un grès[réf. nécessaire].
Adolphe de Beauffort, seigneur de Saclains, sur la commune actuelle de Bavincourt, trouve la mort lors de la bataille d'Azincourt en 1415.
Au XVe siècle, Guy de Manchevillier, seigneur de Bavincourt, est l'époux de Catherine de Fiennes, détentrice de la seigneurie-ammanie (l'amman est le représentant du châtelain) de Saint-Georges sur l'Aa, et d'un autre fief d'environ 45 hectares, dans la châtellenie de Bourbourg. Catherine détient ce fief en tant qu'héritière et sans doute fille de Denys de Fiennes, écuyer. Le 9 novembre 1507, le dit Guy vend la seigneurie de Beauvoorde (sur Watou) à André de Briaerde (Famille de Briaerde).
Grâce à une situation avantageuse le long de la route « royale », aujourd'hui Nationale 25, reliant Arras à Amiens via Doullens, cette commune prit de l'importance à partir du milieu du XVIIIe siècle. L'arrivée du chemin de fer et l'ouverture d'une gare donnèrent un nouvel élan au hameau.
Pendant la Première Guerre mondiale, le 10 mai 1915 cantonnent à Bavincourt et Couturelle des troupes en provenance de la Marne, transportées en camion depuis Longueau. Les soldats gagnent ensuite, le 13 mai 1915, Haute-Avesnes.

## Politique et administration

### Découpage territorial
La commune se trouve dans l'arrondissement d'Arras du département du Pas-de-Calais.

#### Commune et intercommunalités
La commune est membre de la communauté de communes des Campagnes de l'Artois qui regroupe 96 communes et totalise 33 141 habitants en 2021.

#### Circonscriptions administratives
La commune est rattachée au canton d'Avesnes-le-Comte.

#### Circonscriptions électorales
Pour l'élection des députés, la commune fait partie de la première circonscription du Pas-de-Calais.

### Élections municipales et communautaires

#### Liste des maires
| Période                                  | Période                       | Identité        | Étiquette | Qualité                                                                  |
| ---------------------------------------- | ----------------------------- | --------------- | --------- | ------------------------------------------------------------------------ |
| Les données manquantes sont à compléter. |                               |                 |           |                                                                          |
| mars 2001                                | 2014                          | Michel Plaisant |           |                                                                          |
| 2014,                                    | En cours (au 31 janvier 2022) | Lionel Cayet    |           | Agriculteur et expert-comptable retraité Réélu pour le mandat 2020-2026, |

## Équipements et services publics

### Justice, sécurité, secours et défense
La commune dépend du tribunal judiciaire d'Arras, du conseil de prud'hommes d'Arras, de la cour d'appel de Douai, du tribunal de commerce d'Arras, du tribunal administratif de Lille, de la cour administrative d'appel de Douai et du tribunal pour enfants d'Arras.

## Population et société

### Démographie
Les habitants de la commune sont appelés les Bavincourtois.

#### Évolution démographique
L'évolution du nombre d'habitants est connue à travers les recensements de la population effectués dans la commune depuis 1793. Pour les communes de moins de 10 000 habitants, une enquête de recensement portant sur toute la population est réalisée tous les cinq ans, les populations de référence des années intermédiaires étant quant à elles estimées par interpolation ou extrapolation. Pour la commune, le premier recensement exhaustif entrant dans le cadre du nouveau dispositif a été réalisé en 2006.

En 2022, la commune comptait 419 habitants, en évolution de +9,69 % par rapport à 2016 (Pas-de-Calais : −0,72 %, France hors Mayotte : +2,11 %).
| 1793 | 1800 | 1806 | 1821 | 1831 | 1836 | 1841 | 1846 | 1851 |
| ---- | ---- | ---- | ---- | ---- | ---- | ---- | ---- | ---- |
| 471  | 346  | 539  | 480  | 525  | 525  | 532  | 551  | 564  |

| 1856 | 1861 | 1866 | 1872 | 1876 | 1881 | 1886 | 1891 | 1896 |
| ---- | ---- | ---- | ---- | ---- | ---- | ---- | ---- | ---- |
| 527  | 545  | 515  | 488  | 541  | 504  | 460  | 459  | 423  |

| 1901 | 1906 | 1911 | 1921 | 1926 | 1931 | 1936 | 1946 | 1954 |
| ---- | ---- | ---- | ---- | ---- | ---- | ---- | ---- | ---- |
| 426  | 453  | 453  | 419  | 406  | 407  | 387  | 390  | 409  |

| 1962 | 1968 | 1975 | 1982 | 1990 | 1999 | 2006 | 2011 | 2016 |
| ---- | ---- | ---- | ---- | ---- | ---- | ---- | ---- | ---- |
| 377  | 403  | 373  | 327  | 353  | 347  | 352  | 376  | 382  |

| 2021 | 2022 | - | - | - | - | - | - | - |
| ---- | ---- | - | - | - | - | - | - | - |
| 408  | 419  | - | - | - | - | - | - | - |

#### Pyramide des âges
La population de la commune est relativement jeune.
En 2018, le taux de personnes d'un âge inférieur à 30 ans s'élève à 42,0 %, soit au-dessus de la moyenne départementale (36,7 %). À l'inverse, le taux de personnes d'âge supérieur à 60 ans est de 18,7 % la même année, alors qu'il est de 24,9 % au niveau départemental.
En 2018, la commune comptait 194 hommes pour 184 femmes, soit un taux de 51,32 % d'hommes, largement supérieur au taux départemental (48,5 %).
Les pyramides des âges de la commune et du département s'établissent comme suit.
| Hommes | Classe d’âge | Femmes |
| ------ | ------------ | ------ |
| 0,0    | 90 ou +      | 0,6    |
| 3,1    | 75-89 ans    | 8,2    |
| 13,0   | 60-74 ans    | 12,6   |
| 21,5   | 45-59 ans    | 20,5   |
| 18,9   | 30-44 ans    | 17,6   |
| 19,4   | 15-29 ans    | 22,6   |
| 24,1   | 0-14 ans     | 18,0   |

| Hommes | Classe d’âge | Femmes |
| ------ | ------------ | ------ |
| 0,5    | 90 ou +      | 1,6    |
| 5,6    | 75-89 ans    | 8,9    |
| 16,7   | 60-74 ans    | 18,1   |
| 20,2   | 45-59 ans    | 19,2   |
| 18,9   | 30-44 ans    | 18,1   |
| 18,2   | 15-29 ans    | 16,2   |
| 19,9   | 0-14 ans     | 17,9   |

### Sports et loisirs

#### Pistes cyclables
La véloroute « La Voie verte », d'une longueur de 17 kilomètres, construite en 2011 sur une partie de l'ancienne ligne de Doullens à Arras, relie les communes de Dainville et Saulty en passant par Wailly, Beaumetz-lès-Loges, Basseux, Bailleulval, Bailleulmont, Bavincourt, La Herlière.

## Économie

### Revenus de la population et fiscalité
En 2019, dans la commune, il y a 146 ménages fiscaux qui comprennent 389 personnes pour un revenu médian disponible par unité de consommation de 20 860 euros, soit inférieur au revenu médian de la France métropolitaine qui est de 21 930 euros,.

## Culture locale et patrimoine

### Lieux et monuments

#### Monument historique
- La chapelle Notre-Dame-de-Lourdes : chapelle du XIXe siècle construite sur les plans de l'architecte diocésain Alexandre Grigny. Elle fut inaugurée en 1880. Elle est inscrite au titre des monuments historiques par arrêté du 31 décembre 1999[41].

#### Autres lieux et monuments

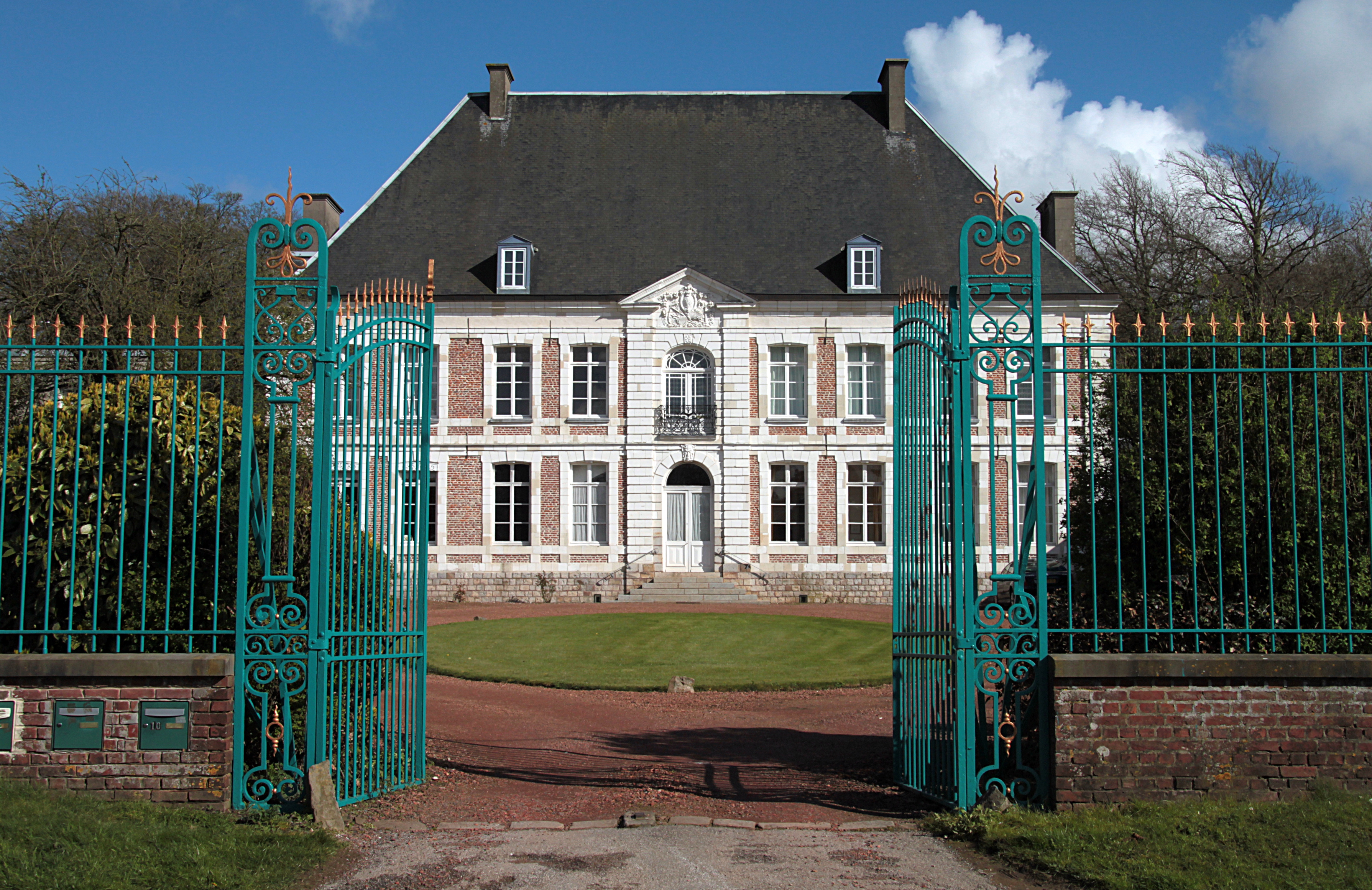
Le château de Bavincourt.

- Les habitants ont dédié à saint Vaast leur église reconstruite en 1820. Sur la route reliant l'Arbret à Saulty, une chapelle néogothique du XIXe siècle est dédiée à Notre-Dame de Lourdes.
- Le monument aux morts[42].
- Une autre chapelle à la sortie de Bavincourt vers l'Arbret est consacrée à Notre-Dame Consolatrice des Affligés (façade néogothique).
- Au cœur du village, autour de la place, de nombreuses maisons portent une date sur le claveau de la porte. Elles sont pour la majorité de la seconde moitié du XIXe siècle.
- La motte castrale se trouvait près de l'église. Aujourd'hui cet emplacement est toujours occupé par un château qui s'est substitué aux constructions primitives.
- Bavincourt l'Arbret compte également des pigeonniers, en brique, en pierre, de forme carrée ou octogonale.

### Personnalités liées à la commune

#### Seigneurs de Bavincourt
- Pierre Dervillers, seigneur de Bavincourt et Faustelet en partie, mayeur d'Arras, bénéficie le 10 juillet 1596 de lettres d'anoblissement données à Tolède. Elles sont enregistrées le 12 mars 1597 moyennant le versement de 20 livres. Pierre Dervillers a été capitaine d'une compagnie bourgeoise pendant dix-sept ans, période pendant laquelle il a a entretenu chevaux et serviteurs à ses frais. Il a participé à plusieurs expéditions militaires, contre la France notamment. Il a combattu les rebelles d'Arras qui ont emprisonné le magistrat (les autorités) de la ville dans les années 1560-1570. Son père Antoine a été détenu au même moment pour avoir défendu son souverain. Pierre a été échevin d'Arras puis receveur-général des impôts du comté d'Artois. Pierre Dervillers est à son tour receveur-général des impôts du comté d'Artois et pourvu de biens suffisants pour vivre honorablement[43].

#### Autres personnalités
- Théodore Brongniart (1675-1714), maître de poste à Bavincourt, ancêtre de la famille Brongniart

### Héraldique
| Blason de Bavincourt | Blason  | D'argent au rocher de sable mouvant de la pointe, surmonté de deux lions du même, armés et lampassées de gueules. |
| Blason de Bavincourt | Détails | Le statut officiel du blason reste à déterminer.                                                                  |

## Pour approfondir